# Hontines
Le ruisseau des Hontines est un cours d'eau qui traverse le département des Landes et un affluent droit de l'Adour dans le bassin versant de celui-ci.

## Hydronymie
Le ruisseau des Hontines prend le nom de ruisseau de Lescle entre les confluences des ruisseaux du Moulin Neuf et de Castaings, puis de Bezincam avant de se jeter dans l'Adour.

## Géographie
D'une longueur de 10,9 kilomètres, il prend sa source sur la commune de Saint-Geours-de-Maremne (Landes), à l'altitude 51 mètres.
Il coule du nord-ouest vers le sud-est et se jette dans l'Adour à Saubusse (Landes), à l'altitude 5 mètres.

## Communes et cantons traversés
Dans le département des Landes, le ruisseau des Hontines traverse deux communes et deux cantons, dans le sens amont vers aval : Saint-Geours-de-Maremne (source) et Saubusse (confluence).
Soit en termes de cantons, le ruisseau des Hontines prend source dans le canton de Soustons et conflue dans le canton de Dax-Nord.

## Affluents
Le ruisseau des Hontines a deux affluents référencés :
- le ruisseau du Moulin Neuf (rg) ;
- le ruisseau de Castaings (rg).